# Convento de Dominicas de Santa Ana (Villanueva del Arzobispo)
El convento de Dominicas de Santa Ana, en Villanueva del Arzobispo (Jaén), constituye uno de los hitos históricos de la población, junto con la iglesia parroquial de San Andrés, siendo una de las causas principales de la transformación urbana de la localidad en época renacentista. El convento se erigió en un área urbana próxima al primitivo asentamiento fortificado, que data de la Baja Edad Media, desarrollándose a lo largo del Renacimiento y el Barroco.

## Descripción
La construcción del convento de Santa Ana en Villanueva del Arzobispo se realizó gracias al mecenazgo de fray Domingo de Valtanás, fundador de cerca de una docena de conventos en Andalucía. El convento se comenzó a construir en 1539, instaurándose en 1540. Fue edificado sobre una propiedad de la familia Valtanás, creándose un patronato propiedad de los herederos de la familia, que obtuvo el derecho a entierro en la capilla mayor del templo conventual. El solar de la familia Valtanás sería, no obstante, insuficiente para las necesidades de la comunidad, de manera que fue ampliándose a lo largo de los años con sucesivas compras de propiedades cercanas, agudizándose en el siglo XVIII, momento en el que la comunidad adquiere varias casas que son demolidas para la apertura de la popularmente conocida como plaza de Santa Ana.
El inmueble abre su fachada principal a la plaza de Santa Ana, situada en el lado norte. El enclave corresponde urbanísticamente con el núcleo más antiguo de Villanueva del Arzobispo que, junto a la próxima iglesia de San Andrés, configuraron el origen histórico de la población.
La fachada principal ofrece una disposición apaisada, con tres vanos adintelados y ligeramente descentrada, realizada en piedra; se encuentra adosada al muro norte y está formada por doble arcada de medio punto con impostas y jambas lisas, cornisa muy tosca y sin molduración, que da paso al segundo cuerpo, centrando la composición una hornacina impostada con la imagen de Santo Domingo en su interior, flanqueada por pilastras lisas y compuesta en la parte superior por una cornisa formada por pináculos rematados en bolas y coronada por una cruz. En la hornacina se encuentran dos óculos que la flanquean, y en la enjuta se dispone la siguiente inscripción que dice:

ACABOSE ESTA OBRA SIENDO VICARIO EL P FR. ARIAS MONTANO Y PRIORA DOÑA MARIA DE GUZMAN. AÑO DE 1651.

La estructura del edificio sigue el tradicional esquema conventual femenino, articulado en torno a un clásico claustro, siendo lo más sobresaliente un volumen adosado en la panda norte del claustro constituido por la iglesia. El patio-claustro se establece como espacio articulador que da acceso al refectorio, enfermería, noviciado, celdas de retiro y la propia iglesia, alternando las galerías adinteladas con la arquería de medio punto en su planta baja.
El claustro es de proporciones regulares, ligeramente cuadrangular, dividido en dos plantas y centrado por un patio ornamentado por parterres, un ciprés y una fuente del siglo XVIII. En las galerías claustrales, cubiertas en la mayor parte por viguería, destacan algunas piezas de carpintería de lo blanco con zapatas ricamente talladas. 
En la panda norte del claustro se conserva la galería baja compuesta por ocho arcos de medio punto que descansan en molduras cuadrangulares y capiteles de tradición toscana. En la panda oeste permanecen las dos galerías, la inferior está compuesta por ocho arcos de medio punto que apean sobre columnas toscanas, y la superior adintelada, con siete columnas con capiteles jónicos. La panda sur presenta la galería inferior compuesta por siete arcos de medio punto sobre columnas toscanas, y la galería superior se muestra adintelada formada por siete columnas con capiteles jónicos. En el lado este sólo se aprecian arquerías de medio punto en la galería baja.
El acceso al refectorio se efectúa a través de una portada de yeserías configurada por arco de medio punto sobre pilastras cajeadas, quedando el conjunto encuadrado por dichas pilastras con bastoncillos sobre las que descansa un entablamento sencillo y sin ornamentación. El espacio del refectorio es un paralelepípedo rectangular, adintelado con vigas de madera y bovedillas, en cuyo frontis resalta un fresco monocromo que representa la Asunción de la Virgen entre ángeles, flanqueada por las figuras de Santo Domingo y Santa Catalina, Santa María Magdalena y Santa Inés. Dicha pintura se fecha en 1584, presentándose su trazado claramente redibujado. Completa el conjunto un púlpito de base poligonal de yesería.
La iglesia conventual se concluyó en 1565, aunque sobre la portada de la misma, en una hornacina, puede leerse la fecha de 1651, que hace referencia a la fecha de realización de unas reformas llevadas a cabo en la misma. 
La planta de la iglesia es de cajón y una sola nave dividida en cuatro tramos y cubierta por falsa bóveda de cañón conformada por arcos de medio punto ligeramente rebajados que descargan los empujes de la cubierta en ocho estribos.
El primer tramo corresponde al espacio dedicado a coro, existiendo coro alto y bajo, el primero está cubierto mediante bóveda de arista y queda cerrado para la intimidad espiritual de la clausura por una artística celosía de madera. El coro bajo era el antiguo espacio dedicado a la inhumación de las religiosas dominicas, es adintelado y se cierra al exterior por reja de factura contemporánea. El segundo tramo se cubre mediante bóveda de arista ornamentada a través de molduras de yeserías acompañados por la representación de temas marianos, como la palma, azucenas y la representación de una mano con rosario. El tercer tramo se cubre mediante bóvedas de arista ornamentada con molduras de yeserías acompañados por la representación de florón con rosa de pasión y ángeles.
El presbiterio, en el cuarto tramo, está mantenido por cuatro arcos torales sobre los que se asienta una cúpula de media naranja sobre pechinas rematada por linterna, que se decora mediante ocho radios de yesería, disponiéndose en las pechinas los símbolos dominicos estucados y policromados, apareciendo el báculo, cruz, perro y azucenas. La cabecera del templo está cubierta mediante labor de yesería, y rematada en la parte superior mediante una venera. Junto a la cabecera, en el lado este, se adosa la sacristía a la que se accede a través de una puerta situada en el lado del Evangelio. 
A partir de 1954 se sucederán numerosos proyectos de reforma por desplome parcial de la panda sur del claustro. Las obras ejecutadas posteriormente estaban encaminadas a consolidar tanto el claustro como el templo y su torre campanario, además de otras de más calado como la edificación, en 1971, de nuevos pabellones en el ala este o la aplicación de cubierta en el claustro, realizada en 1988.